# Cure for Bashfulness
Cure for Bashfulness è un cortometraggio muto del 1909. Il nome del regista non viene riportato. Fu il terzo film interpretato da Edith Storey.

## Produzione
Il film fu prodotto dalla Vitagraph Company of America.

## Distribuzione
Distribuito dalla Vitagraph Company of America, il film - un cortometraggio in due bobine - uscì nelle sale cinematografiche statunitensi il 2 gennaio 1909. Nelle proiezioni, veniva programmato con il sistema dello split reel, accorpato in un'unica bobina con un altro cortometraggio della Vitagraph, A Sister's Love: A Tale of the Franco-Prussian War.